# Орография
Орографията (от старогръцки: όρος — „планина“ и γράφω — „пиша“) е раздел от геоморфологията, който се занимава с морфографическите характеристики на крупните изпъкнали форми на релефа според техните размери, надморска височина, ориентировка в пространството и др. Орографията представлява една от отправните точки на геоморфологическия анализ.
Под орография на конкретна част от земната повърхност се разбира и описанието на очертанията на елементите на релефа и класификацията им по външни признаци без значение на геологическия им произход: планинските хребети, възвишения, речни долини, котловини и други. В този смисъл орографията оказва влияние върху регионалния климат, например разпределението и интензивността на валежите.